# Faste (Alevisme)
Faste i alevismen har en anderledes fortolkning i forhold til hovedstrømningen i islam. Mange alevitter faster slet ikke under ramadan måned, mens andre blot faster i tre til syv dage, afhængig af traditionerne. I alevismen findes flere faste-perioder. Nogle af disse er:
- Muharram sørge-fasten (1-12. muharram)
- Khizir-fasten (3 dage i januar/februar – typisk med sidste dag den tredje torsdag i februar)
- Fasten for de Fjorten Uskyldige (Ondört Masum) (28-30. dhu'l-hijjah)